# Мурадов, Мурад Мамедрза оглы
Мурад Мамедрза оглы Мурадов (азерб. Murad Məmmədrza oğlu Muradov; 1884, Мурадбейли, Агдамский район — 2 ноября 1964, Баку) — азербайджанский и советский актёр театра. Заслуженный артист Азербайджанской ССР (1949), Герой Труда (1933). Старший брат актёра Гафлана Мурадова.

## Жизнь и творчество
Мурад Мамедрза оглы Мурадов родился в 1884 году в селе Мурадбейли Шушинского уезда Елизаветпольской губернии (ныне — в Агдамском районе Азербайджана).
Сценическую деятельность начал в Шуше в 1897 году. Так, на сцене театра Хандамирова в Шуше в возрасте 13 лет он сыграл роль Бадала в спектакле по пьесе Мирзы Фатали Ахундова «Гаджи Кара» (или «Приключение скряги»). В этом же году в Шуше Мурадов стал очевицем спектакля «Меджнун на могиле Лейли», поставленной Абдуррагим-беком Ахвердовым по мотивам поэмы Физули «Лейли и Меджнун» с участием ханенде Джаббара Карьягдыоглы.
В 1900 году Мурад Мурадов приезжает в Баку, где начинает выступать на сцене в составе театральных трупп «Общества мусульманских драматических артистов», обществ «Ниджат» и «Сафа». В основном артист исполнял эпизодические роли. Спустя некоторое время на главные роли его пригласил драматург Абдуррагим-бек Ахвердиев, который уже был хорошо знаком с ним по Шуше. Ахвердиев приводит его в только что созданную им «Бакинскую мусульманскую драматическую труппу». В состав этой труппы, именуемой в местной печати и как «Татарская драматическая труппа», помимо Мурадова входили также Джахангир Зейналов, Мирза Ага Алиев, Абдулрагим Рзаев, Мирмахмуд Кязимовский, Мирза Мухтар Мамедов и русские артисты Михайлова и Степанова. Впервые в составе этой труппы актёр в 1901 году сыграл роль Фахраддина в трагедии Наджаф-бека Везирова «Горе Фахраддина» в постановке Ахвердиева. Также Мурадов выступал в труппах «Мусульманские оперные артисты» Гусейнгулу Сарабского, антрепризе «Дирекция братьев Зульфугара и Узеира Гаджибековых».
В начала XX века был активным членом общества «Ниджат», выступал на сцене театра. Наряду с Узеиром Гаджибековым, Мирза Агой Алиевым и др. был членом театральной секции общеобразовательных курсов и народных развлечений общества «Ниджат-маариф». Мурадов играл на одной сцене с такими артистами как Джахангир Зейналов, Гусейн Араблинский, Гусейнгулу Сарабский, Сидги Рухулла, Мирза Ага Алиев. С 1907 года был членом Русского театрального общества (с 1932 года — Всероссийское театральное общество).
16 апреля 1914 года Мурадов выступил на объединённом заседании правления театральной секции «Сафа», посвящённой театральному делу в Баку. В своём выступлении Мурадов заявил, что видит причину упадка театрального дела в том, что просветительские общества «Ниджат» и «Сафа», преследуя материальные цели не думают о благосостоянии тружеников сцены. По его словам, для того, чтобы поднять театральное дело у мусульман нужно «сплотить театральные силы». Артист также подчеркнул, что «среди мусульманских театральных деятелей нет единения» и «нужно во что бы то ни стало объединить театральные секции «Ниджата» и «Сафы» и положить конец театральной конкуренции».
С 1919 года с перерывами работал в Государственном театре. С 1920 по 1930 год принимал участие в деятельности Бакинского тюркского театра свободной критики и пропаганды, различных агитационных бригад, а с 1930 года был актёром Тюркского рабочего театра (ныне — Азербайджанский государственный академический национальный драматический театр).
Мурад Мурадов был одним из первых деятелей культуры Азербайджана, удостоенных в 1933 году звания Героя Труда — одной из самых почетных наград СССР того времени. 21 июля 1949 года в связи с 75-летием азербайджанского национального профессионального театра он был удостоен почетного звания Заслуженный артист Азербайджанской ССР. В мае 1959 года Мурадов принимал участие в Декаде азербайджанской литературы и искусства в Москве.
Скончался Мурадов 2 ноября 1964 года в Баку.

## Роли в театре
Азербайджанская драматургия

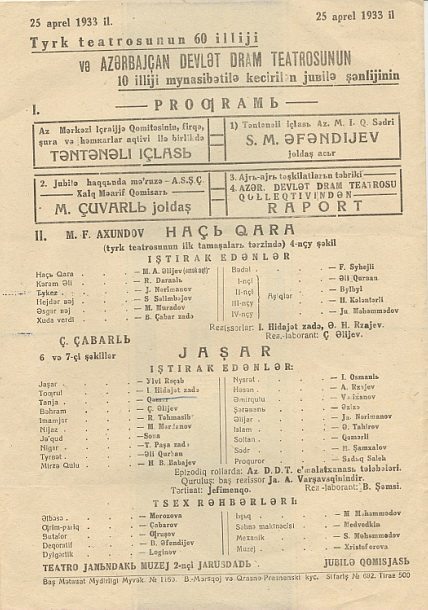
Программы спектаклей Азербайджанского государственного драматического театра за 1933 год. В роли Аскер-бека в пьесе «Гаджи Кара» М. Ф. Ахундова — М. Мурадов

- Хамза-бек («Распавшийся союз», Абдуррагим-бек Ахвердиев)
- Чингиз («Несчастный юноша», Абдуррагим-бек Ахвердиев)
- Хамза-бек («Волшебница Пери», Абдуррахим-бек Ахвердиев)
- Гаджи Масуд («Визирь Ленкоранского ханства», Мирза Фатали Ахундов)
- Рза-бек («Визирь Ленкоранского ханства», Мирза Фатали Ахундов)
- Джаби («Из-под дождя да под ливень» Наджаф-бек Везиров)
- Имамгулу («Из-под дождя да под ливеньр», Наджаф бек Везиров)
- Фахраддин («Горе Фахраддина», Наджаф-бек Везиров)
- Рзагулу-хан («Надир-шах», Нариман Нариманов)
- Арабский офицер («Иблис», Гусейн Джавид)
- Шейх Абуляхия («Шейх Санан», Гусейн Джавид)
- Старец («Вагиф», Самед Вургун)
- Ахмед («Ханлар», Самед Вургун)
- Купец («Гачаг Наби», Сулейман Рустам)
- Солдат («Логово тигра», Мамедгусейн Тахмасиб)
- Репортер («Месть», Зейнал Халил)
- Немецкий шпион («Вефа», Расул Рза)
- Салхабчи («Тавриз туманный», Мамед Саид Ордубади)
- Английский репортер («В огне», Энвер Мамедханлы)
- Гейдар Ага («Мертвецы», Джалил Мамедкулизаде)
- Врач («Жизнь», Мирза Ибрагимов)
- Метрдотель («Братья», Расул Рза)
- Городоначальник («В 1905 году» Джафар Джаббарлы)
- Заключённый («Невеста огня» Джафар Джаббарлы)
- Аливерди («Яшар» Джафар Джаббарлы)
- Мурсагулу («Яшар» Джафар Джаббарлы)
- Мухан («Октай Эль-оглу» Джафар Джаббарлы)
- Худаяр («Возвращение» Джафар Джаббарлы)

Русская драматургия
- Антон («Дубровский», Александр Пушкин)
- Кочкарёв («Женитьба», Николай Гоголь)
- Бобчинский («Ревизор», Николай Гоголь)
- Коробкин («Ревизор», Николай Гоголь)
- Городской житель («Буря», Александр Островский)

Мировая драматургия
- Парвиз («Кузнец Гяве», Шамсаддин Сами)
- Шпигельберг («Разбойники», Фридрих Шиллер)
- Мирза Рзагулу («Отечество», Намык Кемаль)
- Сенатор («Отелло», Уильям Шекспир)
- Дон Гусман Бридуазон («Женитьба Фигаро», Пьер Бомарше)
- Священник («Двенадцатая ночь», Уильям Шекспир)
- Андроньо («Учитель танцев», Лопе де Вега)
- Врач («В Турции», Назым Хикмет)